# Svensk Ingermanland
Svensk Ingermanland var en svensk besiddelse i årene 1583-1595 og igen i årene 1617-1721, da området blev afstået til Rusland ved Freden i Nystad. Området bestod af floden Nevas afvandingsområde mellem Finske Bugt, floden Narva, søen Peipus i sydvest, søen Ladoga i nordøst. Området grænsede til Kexholm og Svensk Karelen ved Systerbäck i nordvest.

## Historie
I 1595, ved freden i Teusina, måtte Sverige afstå området til Rusland, men ved freden i Stolbova 1617 blev området atter svensk sammen med Kexholms län. Sveriges interesser var blandt andet strategiske, for at kunne anvende området som stødpudezone mod russiske angreb på det Karelske Næs og Finland. Desuden bevirkede besiddelsen af området, at den russiske handel blev tvunget til at passere svensk territorium.
Nyen var oprindeligt hovedstad, men efter, at byen var blevet alvorligt skadet ved et russisk angreb i 1656, blev det administrative center flyttet til Narva i Svensk Estland.

## Liste over superintendenter i Narva og Ingermanlands stift
- Henrik Stahell 1641-1657
- Johannes Rudbeckius d.y. 1658-1663
- Petrus Brommius 1663-1664
- Salomon Matthiae 1664-1665
- Abraham Thauvonius 1666-1672
- Erik Albogius 1673-1678
- Petrus Bång 1678-1681
- Johannes Gezelius d.y. 1684-1688
- Jacob Lange 1688-1700
- Nikolaus Bergius 1700-1701
- Johannes Rungius 1701-1704